# Tratado del astrolabio

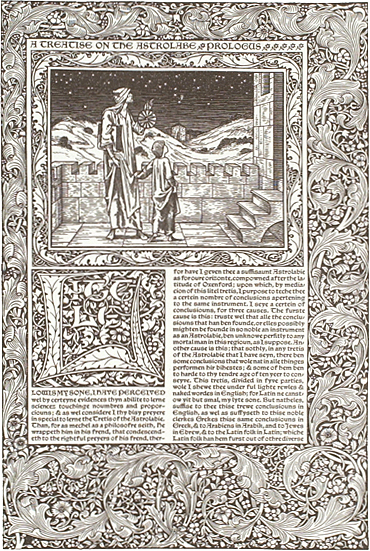
Prólogo de una obra, contenido en The Works of Geoffery Chaucer, 1896.

El Tratado del astrolabio (en inglés, A Treatise on the Astrolabe) es un ensayo medieval de Geoffrey Chaucer sobre el astrolabio, un antiguo instrumento de medición de la posición y el movimiento de los cuerpos celestes. El ensayo data de aproximadamente 1392 y es el manual técnico más antiguo conocido en la literatura inglesa.
Aunque no se conserva ningún autógrafo, el tratado se ha reconstruido a partir de otros veintidós manuscritos, la mayor parte de los cuales proceden del siglo XVI, más de un centenar de años después de la redacción original. En el prólogo de Los cuentos de Canterbury también se confirma la autoría de la obra.

## La obra
La mayoría de los estudiosos consideran que el Tratado es la obra en prosa más importante de Chaucer. A pesar de que escribe sobre una disciplina técnica y desarrolla argumentos complicados incluso para un lector moderno, Chaucer resulta ser claro, lineal y consigue explicar de forma directa los puntos en cuestión. En todo caso la obra, aun siendo el primer ensayo técnico en lengua inglesa, tiene escasa relevancia literaria.
El Tratado no se ha elevado a modelo ni tampoco se ha copiado. La importancia reside más en los contenidos: describe, en efecto, tanto como eran los instrumentos astronómicos de entonces, tanto como se utilizaban y explícitamente también la cosmología del siglo XIII. Se perfila por lo tanto, más que como obra importante en la literatura inglesa, que como una obra pertinente a la literatura científica medieval. La estructura general de la obra, esbozada en un prólogo, es muy simple y lineal, y consta de cinco secciones sobre cinco temas. El texto llegó a nosotros, sin embargo, sólo abarca el prólogo, la primera parte, la segunda parte y las proposiciones suplementarias; lo más satisfactorio es que esta última parte está constituida principalmente por anotaciones hechas por autores posteriores.

### El prólogo
El Tratado se abre con una breve introducción, o prólogo, en el que se presenta una dedicatoria al pequeño Lewis, de quien es aún desconocida la identidad hasta ahora. Chaucer comienza una breve digresión sobre las fuentes de la que tomará todas las informaciones, aunque él mismo sea apasionado de astrología y discreto conocedor: expone, además, también el motivo por el que escribe en inglés, más fácilmente comprensible al pequeño Lewis un complejo y desconocido tema para el chico. Chaucer declara explícitamente, antes de introducirrlo en alto.

Io sono solo un compilatore ignorante del lavoro di altri antichi astrologi, e l'ho tradotto nel mio inglese solo per insegnarti.

Yo personalmente, soy únicamente un ignorante del trabajo de otros antiguos astrólogos, y lo he traducido en mi inglés sólo para mi beneficio.

El autor, luego, explica cómo se dividirá el Tratado:
1. La primera parte: una descripción del astrolabio.
2. La segunda parte: una rudimentaria explicación de su utilización.
3. La tercera parte: una serie de cuadros que recogen longitudes, latitudes, inclinaciones, etc.
4. La cuarta parte: una teoría del movimiento de los cuerpos celestes.
5. La quinta parte: una introducción al campo de la astrología.[8]

Todas las instrucciones sin embargo, descritas en la segunda parte, son reproducibles únicamente si el astrolabio es utilizado como está descrito por Chaucer en la primera parte y realmente, como había hecho el autor, el instrumento debe quedar sobre las coordenadas de Oxford.

[...] perciò ti ho dato un astrolabio adatto per i nostri orizzonti, calibrato lungo la latitudine di Oxford; con il quale, tramite questo trattato, ho proposto di insegnarti un certo numero di conclusioni sullo stesso strumento.

[...] Por eso te he dado un astrolabio adecuado para nuestros horizontes, calibrado a lo largo de la latitud de Oxford; con el cual, mediante este Tratado, he propuesto un cierto número de beneficios y conclusiones sobre el mismo instrumento.

### La primera parte
Qui inizia la descrizione del piccolo astrolabio.

Aquí comienza la descripción del pequeño astrolabio.

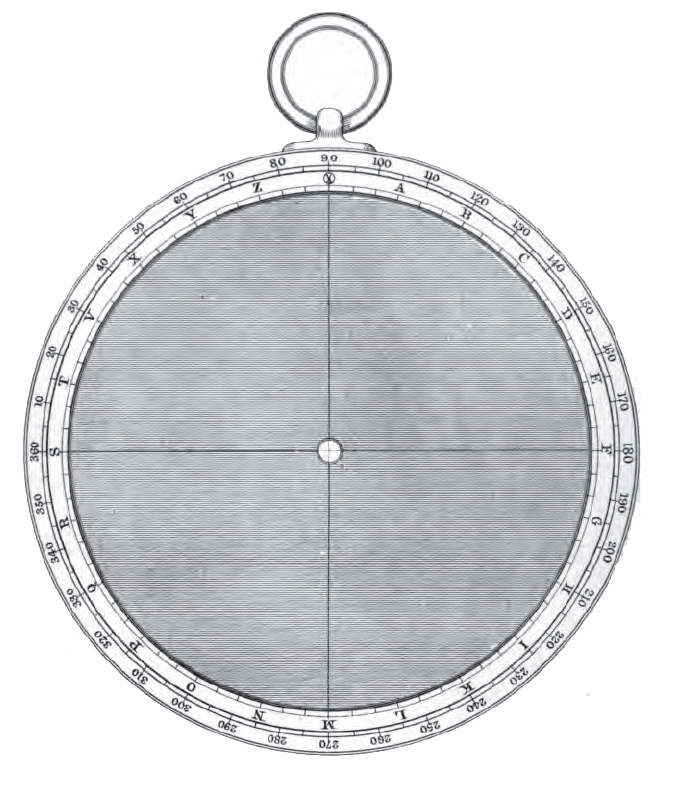
El primer plato del astrolabio descrito.

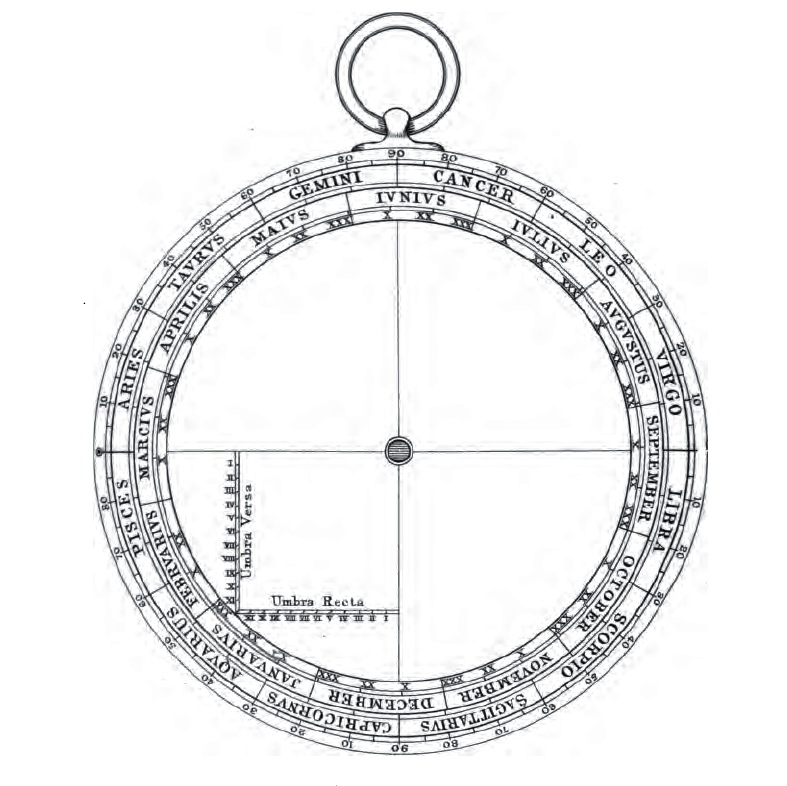
El segundo plato del astrolabio descrito.

Como nos introduce Chaucer con la primera frase recoge los comienzos de todo, comienza la descripción de un pequeño astrolabio. Chaucer nos describe el astrolabio como un simple mapa de los cuerpos celestes en dos dimensiones: Las estrellas más importantes y los aros descritos por los planetas se proyectan sobre una hoja de metal, llamada red, bajo la cual se encuentran un número de platos, utilizados en función de las distintas latitudes. La red y estos planos se insertarán en un contenedor circular vacío, el meter. Enganchado en la parte trasera está presente un sin, llamado alidada.
En los círculos más externos, como la figura, está presente la subdivisión de los signos zodiacales y meses del año y en el plato subyacente está presente la división en días, divisiones de 5 en 5: Aries, Tauro, Géminis, Cáncer, Leo, Virgo, Libra, Scorpio, Sagitario, Capricornio, Acuario, Piscis y enero, febrero, marzo, abril, mayo, junio, julio, agosto, septiembre, octubre, noviembre, diciembre.
A finales de este capítulo descriptivo, Chaucer concluye introduciendo ya el capítulo siguiente, una serie de conclusiones sobre la utilización del astrolabio.

Qui finisce la descrizione dell'astrolabio e qui iniziano le conclusioni sull'astrolabio.

Aquí termina la descripción del astrolabio y aquí empiezan las conclusiones sobre el astrolabio.

### La segunda parte

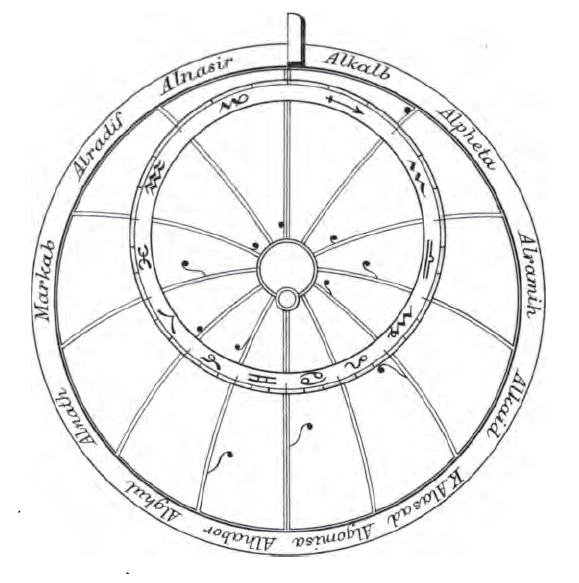
La red o zodiaco del astrolabio.

La segunda parte contiene 39 instrucciones, o conclusiones como las define el autor, sobre la utilización del astrolabio: En el original debían ser sin duda cuarenta, pero está presente un salto entre la parte final de la octava educación y el fin de la trentanovésima, para luego celebrar con la cuadragésima educación. Estas enseñanzas varían desde calcular la altitud de cuerpos celestes, hasta encontrar el día y la hora exacta en la que nos encontramos; Chaucer enseña a Lewis también, por ejemplo, a orientarse, encontrando los cuatro puntos cardinales, o los conceptos mágicos de la astrología (como la influencia de los cuerpos celestes).
La exposición es para apartados: cada apartado tiene un título que resume la materia tratada.
A raíz de la enumeración de estas 39 conclusiones, la obra concluye tras el cuadragésimo apartado con un texto explícito, en el que se presenta un remito al pequeño Lewis.